# 茨城県道501号桜川土浦自転車道線
茨城県道501号桜川土浦自転車道線（いばらきけんどう501ごう さくらがわつちうらじてんしゃどうせん）は、かつて、茨城県桜川市犬田からつくば市を経て、土浦市川口を結んでいた県道（自転車道）である。
愛称名としては、つくばりんりんロードとも呼ばれたほか、現地標識では通称名の筑波自転車道の表記も見られた。法令上の路線名は一度改称されており、かつては岩瀬土浦自転車道線と称した。

## 概要
茨城県西地域に位置する桜川市の岩瀬駅前から筑波山地の西麓を南下し、茨城県南地域の土浦市街地にある土浦駅東口付近に達する茨城県道の自転車道で、1992年（平成4年）の認定から2016年（平成28年）に廃止されるまでの24年間存在した旧路線である。主な通過地は、桜川市本木、同市真壁町古城、つくば市北条、同市小田、土浦市藤沢、同市虫掛を経由する。愛称の「つくばりんりんロード」は公募により決定されたものである。
本路線の特徴は、県道となる以前の経路にかつて筑波鉄道筑波線が走っていたが、1987年（昭和62年）3月31日限りで鉄道が廃線となり、その跡地を再活用するために自転車道として整備したもので、その総工事費は80億7千万円である。筑波鉄道の駅があった跡地の一部は整地されて公園化し、水飲み・トイレ・ベンチなどを整備した休憩所（旧虫掛駅、常陸藤沢駅、筑波駅、真壁駅、雨引駅）が設置された。
なお、他の一般の道路と平面交差する地点では自転車道側に「止まれ」の道路標識がかつてあり、一般道路側には、前方に自転車専用道路ありの標識があるのみで、一時停止表示はなかった。しかし、最近になって一般道路側に「止まれ」の道路標識が付くようになり、反対に自転車道側は「交差点注意」の標識のみとなり、「止まれ」の標識はなくなった。尚、交通量の多い交差点では、以前と変わらず自転車道側に「止まれ」の標識が付いている。見通しの悪い真壁付近では、自転車と自動車の衝突事故が発生している。
2016年3月31日に廃止され、翌4月1日に茨城県道504号潮来土浦自転車道線と統合されて茨城県道505号桜川土浦潮来自転車道線となった。

### 路線データ
- 起点：桜川市犬田1378番2（旧西茨城郡岩瀬町）、JR水戸線岩瀬駅前の岩瀬休憩施設[2]
- 終点：土浦市川口1丁目
- 重要な経由地：つくば市[3][注釈 1]
- 総延長：36.541 km[5]
- 重用延長：0.117 km[5]
- 未供用延長：0.0 km[5]
- 実延長：36.424 km[5]
- つくばりんりんロードマップ (PDF)  - 外部リンク：茨城県土浦土木事務所（2015年12月14日）

### 通称・愛称
- 筑波自転車道
- つくばりんりんロード
愛称の「つくばりんりんロード」は、1993年（平成5年）に沿線市町村から愛称を募集した2,719通の中から当時土浦市内の小学1年生の作品が採用された[6]。

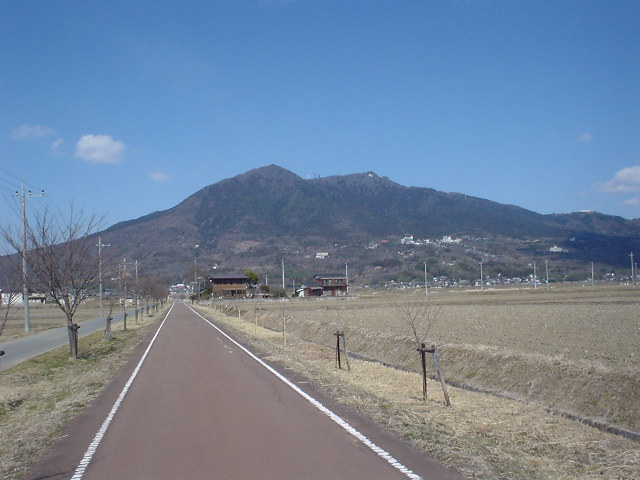
つくばりんりんロードから望む筑波山
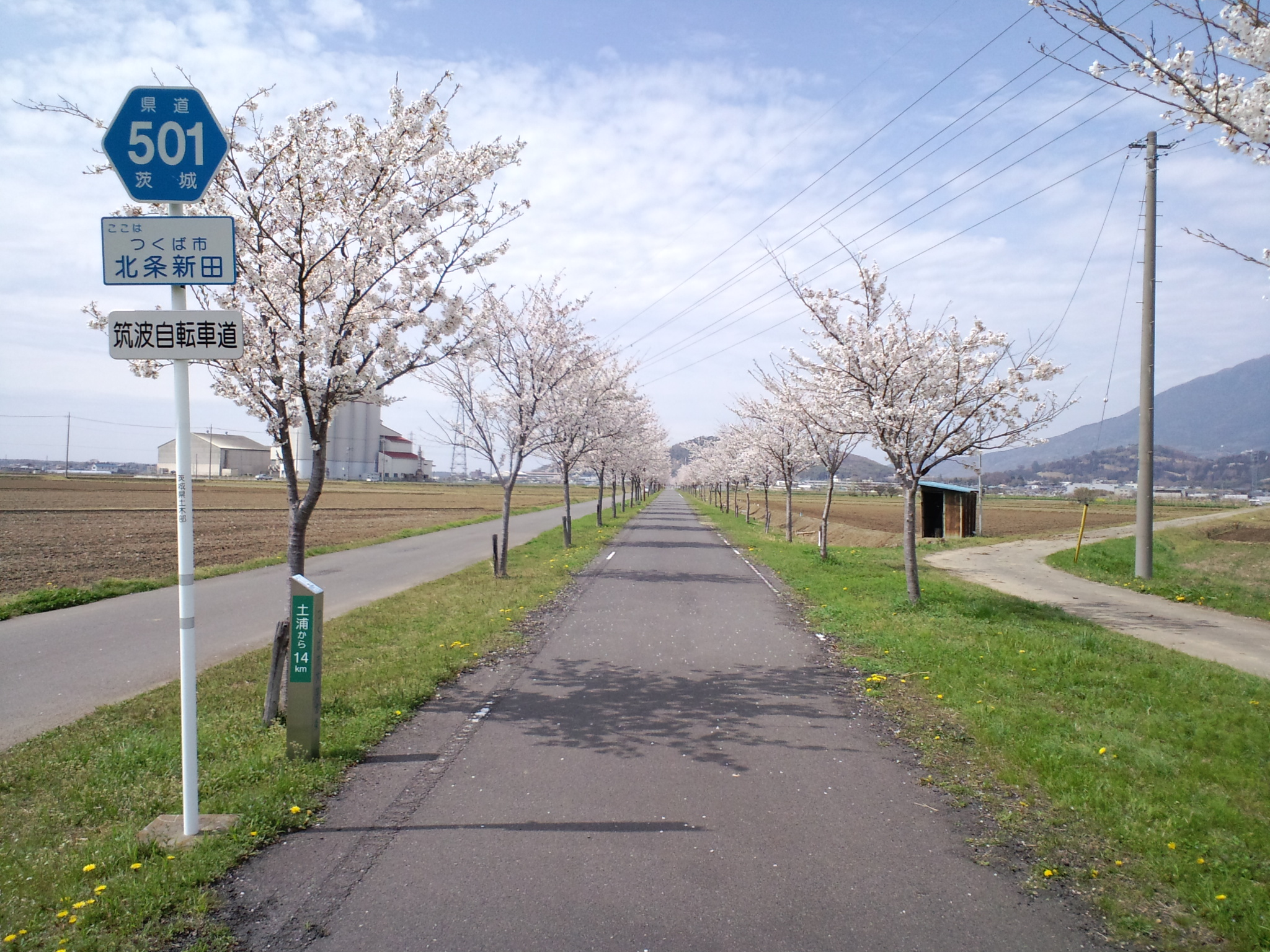
つくば市北条付近 （2010年4月）
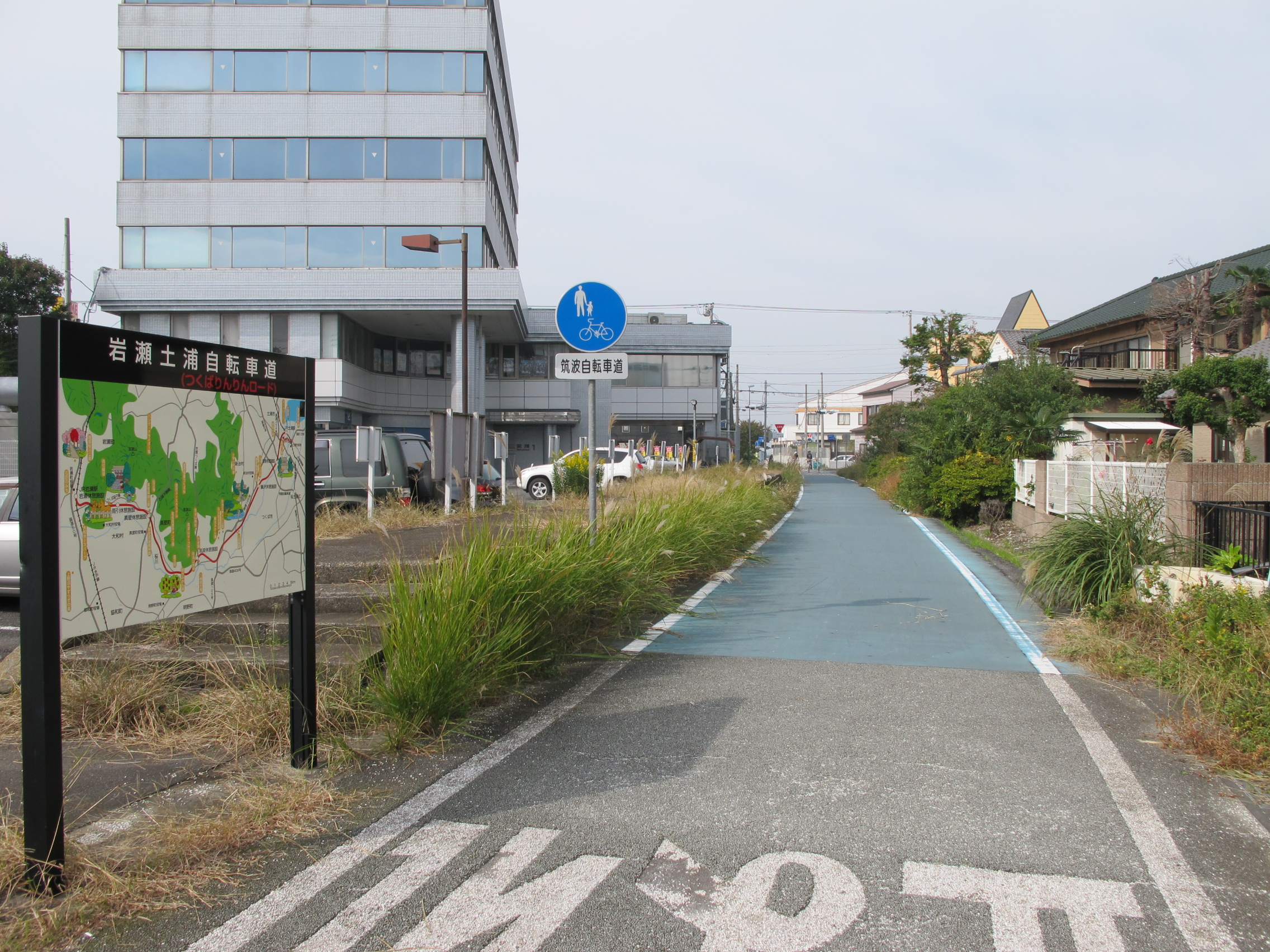
土浦市真鍋1丁目付近 （2013年11月）
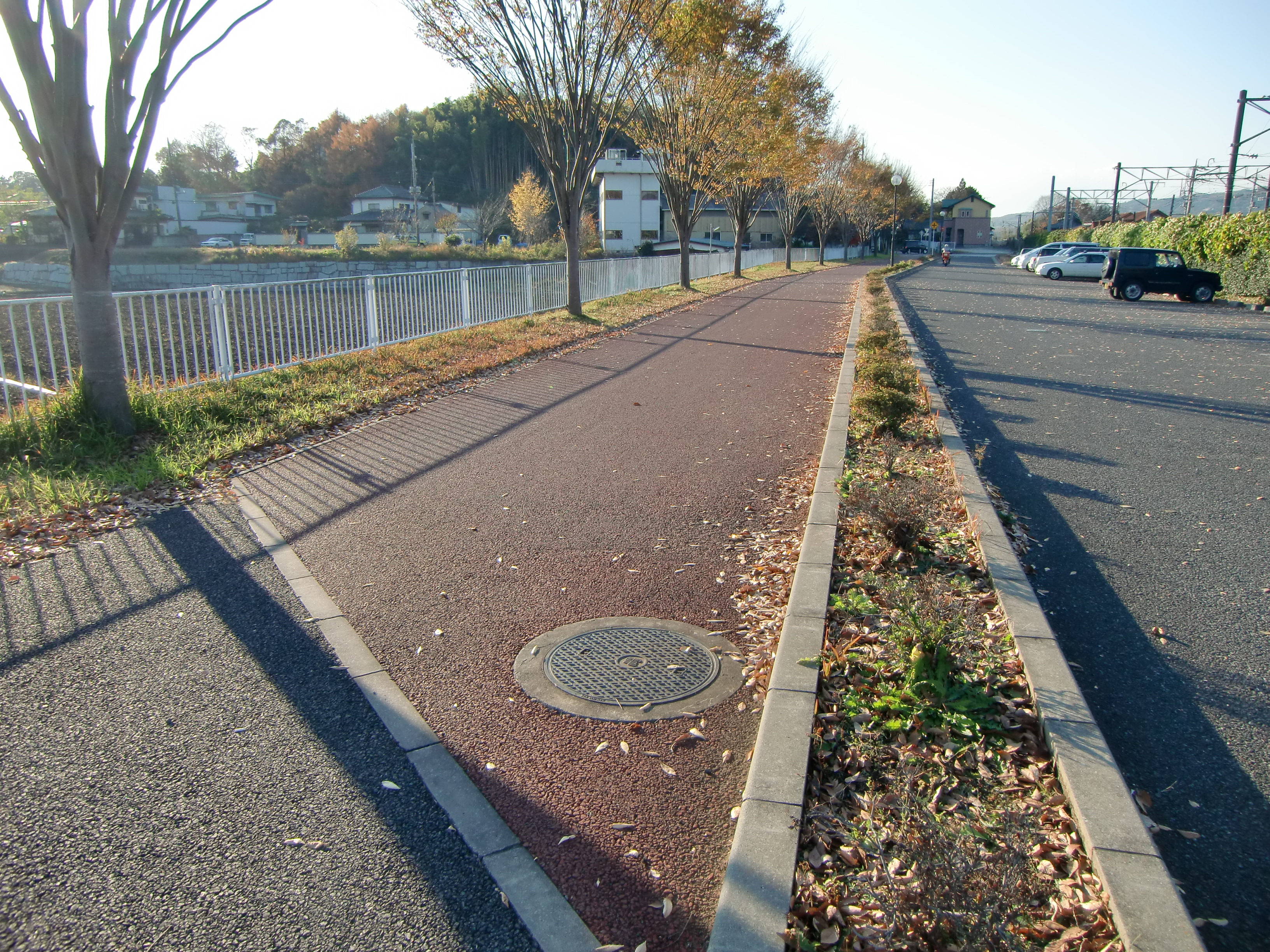
起点（桜川市犬田）
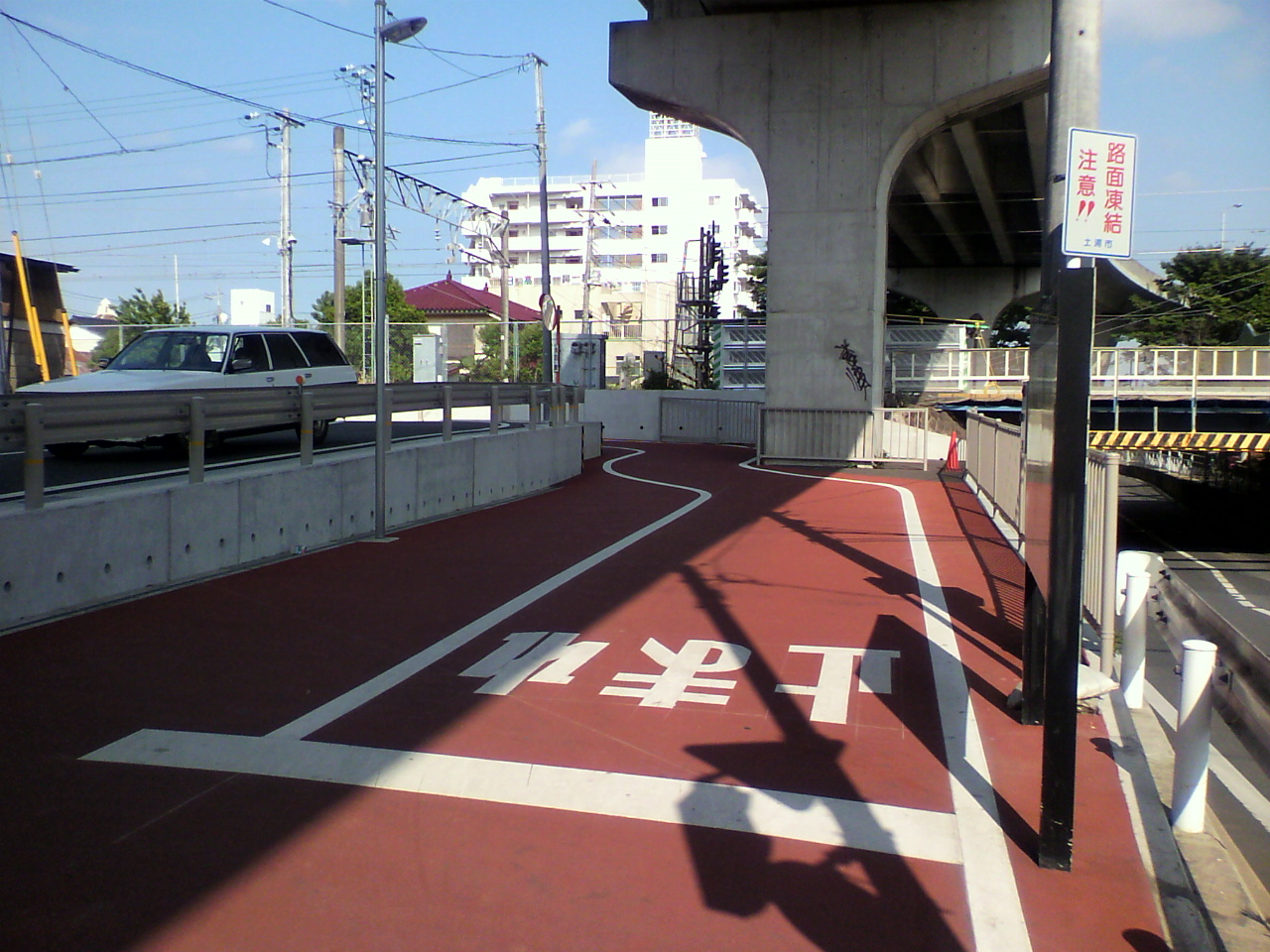
終点（土浦市川口一丁目）

## 歴史
前述のとおり、筑波鉄道線の廃線跡地利用として、茨城県が土地を買い取り自転車道として整備されることとなり、1992年（平成4年）1月23日に新規路線として当初は岩瀬土浦自転車道線の路線名で認定された。以来、積極的に道路整備がすすめられて毎年部分開通を繰り返し、2002年（平成14年）に全区間が開通して道路整備は一旦収束している。
2006年（平成18年）に、起点がある西茨城郡岩瀬町と、真壁郡大和村、同郡真壁町の合併による自治体名称の変更に伴い、現在の路線名である県道桜川土浦自転車道線に改称された。その後、2016年（平成28年）3月31日に路線廃止となり、翌4月1日に茨城県道504号潮来土浦自転車道線と統合されて茨城県道505号桜川土浦潮来自転車道線となった。

### 年表
- 1992年（平成4年）1月23日：県道岩瀬土浦自転車道線（整理番号501）として路線認定[4]。
- 1993年（平成5年）
  - 4月1日：つくば市北条地内の自転車および歩行者用としての道路区域（延長計2,592 m）が決定する[7]。
  - 4月8日：つくば市北条地内の区間（2,592 m）が供用開始される[8]。
- 1994年（平成6年）
  - 3月24日：西茨城郡岩瀬町犬田 - 大和村本木 - 大曽根 - 東飯田 - 真壁郡真壁町上小幡 - 白井 - 桜井 - 古城 - 田 - 羽鳥 - 東山田 - 椎尾 - 酒寄の区間（延長計16,866 m）が道路区域に決定する[9]。
  - 5月12日：つくば市沼田 - 筑波 - 神郡 - 漆所 - 杉木 - 北条の区間（延長計3,016 m）が供用開始される[10]。
  - 8月15日：真壁郡真壁町田 - 羽鳥 - 東山田 - 椎尾 - 酒寄の区間（延長計4,701 m）が供用開始される[11]。
- 1996年（平成8年）11月25日：つくば市上大島、つくば市国松、つくば市大形 - 田土部 - 新治郡新治村高岡、新治郡新治村下坂田、土浦市虫掛の各区間（延長計4,377 m）が供用開始される[12]。
- 1997年（平成9年）3月27日：真壁郡真壁町上小幡 - 下小幡 - 長岡 - 白井 - 桜井 - 古城 - 田の区間（延長計4,280 m）が供用開始される[13]。
- 1998年（平成10年）7月21日：つくば市国松、新治郡新治村下坂田、新治郡新治村藤沢、新治郡新治村上坂田、土浦市虫掛の各区間（延長計3,719 m）の道路区域が決定し供用開始される[14]。
- 1999年（平成11年）
  - 10月25日：つくば市北条 - 小田、つくば市大形、新治郡新治村高岡 - 藤沢、土浦市常名 - 真鍋の各区間（延長計3,960 m）の道路区域が決定する[15]。
  - 11月22日：つくば市北条 - 小田、つくば市大形、新治郡新治村高岡 - 藤沢、土浦市常名 - 真鍋の各区間（延長計3,960 m）が供用開始される[16]。
- 2000年（平成12年）
  - 6月5日：土浦市殿里 - 真鍋2丁目 - 真鍋1丁目の区間（延長計1,577 m）が自転車および歩行者用の道路区域に決定される[17]。
  - 11月27日：西茨城郡岩瀬町大字犬田地内の区間（延長計2,567 m）が供用開始される[18]。
- 2001年（平成13年）
  - 4月1日：土浦市殿里 - 真鍋2丁目 - 真鍋1丁目の区間が供用開始される[19]。
  - 12月13日：真壁郡大和村本木地先 - 大曽根 - 東飯田 - 真壁町上小幡までの区間の一部（延長計4,022 m）が供用開始される[20]。
- 2002年（平成14年）
  - 3月31日：岩瀬町大字犬田に岩瀬休憩施設を設置[2]。
  - 4月11日：つくば市大字小田地内（延長972 m）と土浦市東崎町地先 - 川口1丁目地先の区間（延長673 m）が供用開始される[21]。
- 2006年（平成18年）4月1日：現在の路線名である桜川土浦自転車道線に改称[22]。
- 2016年（平成28年）
  - 3月31日：桜川土浦自転車道線・潮来土浦自転車道線が路線廃止される[3]。
  - 4月1日：前日に廃止された2路線を統合し、県道桜川土浦潮来自転車道線（整理番号505）として路線認定[23]。

## 路線状況

### 重複区間
- 茨城県道・栃木県道41号つくば益子線（桜川市真壁町酒寄 - つくば市上大島：約1.4 km）
- 茨城県道14号筑西つくば線（つくば市上大島）

### 道路施設
6か所の休憩施設があり、無料駐車場やトイレなど利用者が安心して利用できる環境が整えられている。
- 岩瀬休憩施設（桜川市犬田）
- 雨引休憩施設（桜川市本木）
- 真壁休憩施設（桜川市真壁町古城）
- 筑波休憩施設（つくば市北条）
- 藤沢休憩施設（土浦市藤沢）
- 虫掛休憩施設（土浦市虫掛）

## 地理

### 通過する自治体
- 茨城県
  - 桜川市 - つくば市 - 土浦市

### 交差する道路
- 茨城県道・栃木県道41号つくば益子線（桜川市犬田）
- 茨城県道343号木崎雨引線（桜川市本木）
- 茨城県道149号横塚真壁線（桜川市真壁町長岡）
- 茨城県道150号月岡真壁線（桜川市真壁町田）
- 茨城県道148号東山田岩瀬線（桜川市真壁町椎尾）
- 茨城県道・栃木県道41号つくば益子線（桜川市真壁町酒寄）
- 茨城県道14号筑西つくば線（つくば市上大島）
- 茨城県道132号赤浜上大島線（つくば市上大島）
- 茨城県道14号筑西つくば線（つくば市上大島）
- 茨城県道138号石岡つくば線（つくば市北条）
- 茨城県道19号取手つくば線（つくば市北条）
- 茨城県道201号藤沢荒川沖線バイパス（土浦市高岡）
- 茨城県道201号藤沢荒川沖線（土浦市藤沢）
- 茨城県道199号小野土浦線（土浦市虫掛）
- 国道125号（土浦市真鍋2丁目・真鍋1丁目）
- 茨城県道504号潮来土浦自転車道線（土浦市川口1丁目）